# Tribune internationale des compositeurs
La Tribune Internationale des compositeurs (International Rostrum of Composers - IRC) est un forum annuel organisé par le Conseil international de la musique (CIM) qui offre aux représentants de la radiodiffusion l'opportunité d'échanger et de faire connaître des morceaux de musique classique contemporaine . Il est financé par les contributions des réseaux radio nationaux participants.

## Historique
La première tribune a eu lieu en 1954 et a réuni des délégués des sociétés nationales de radiodiffusion allemande, française, belge et suisse. Depuis lors et jusqu'en 2002, les sessions de la tribune se sont tenues au siège de l'UNESCO à Paris, à l'exception de 2000, où elles ont été accueillies par Muziek Groep Nederland et la Fondation Gaudeamus à Amsterdam. Depuis 2003, un système de rotation a été mis en place : tous les deux ans, la Tribune est accueillie par Radio France et, l'année suivante, elle se rend dans un lieu européen. À partir de 2010, la Tribune se déplace en Europe à l'invitation des radiodiffuseurs nationaux.
Plus de trente réseaux radiophoniques nationaux envoient désormais des délégués, présentant au total chaque année une soixantaine d'œuvres composées au maximum cinq ans auparavant. 
Après des séances d'écoute et de discussion, les délégués mettent en évidence l'une des œuvres soumises (l'« œuvre sélectionnée » de l'année) et en recommandent plusieurs autres. Ils mettent également en lumière une ou deux œuvres de compositeurs ayant moins de trente ans et en recommandent une ou deux autres. Ces œuvres sélectionnées et recommandées sont celles qui sont les plus susceptibles d'être diffusées ou jouées dans des concerts parrainés par les réseaux participants, ou autres qui suivent les délibérations de la Tribune. Toutes les œuvres présentées sont proposées par l' Union européenne de radiodiffusion à ses membres via satellite. Des copies des enregistrements, des partitions et des notes présentées pendant le forum sont conservées à la Fondation Gaudeamus.
De 1991 à 2003, le compositeur de l'œuvre sélectionnée chaque année a reçu la médaille Mozart  de l'UNESCO. Depuis 2004, le compositeur de l'œuvre sélectionnée chaque année reçoit la Médaille Picasso-Miró de l'UNESCO et le ou les compositeurs de moins de trente ans dont l'œuvre ou les œuvres sont sélectionnées reçoivent la Bourse Guy Huot pour les jeunes compositeurs.
Depuis 2015, l'International Rostrum of Composers fait partie d'un grand projet appelé Rostrum+, un projet de coopération cofinancé par le programme Creative Europe de l'Union européenne, qui vise à repenser les façons dont la musique contemporaine se connecte avec le public à travers le réseau radio - en explorant de nouvelles stratégies pour développer les publics, promouvoir la nouvelle musique, améliorer les compétences des professionnels de la radio et inspirer la coopération entre les musiciens, les établissements d'enseignement musical supérieur et les sociétés de radiodiffusion dans toute l'Europe et au-delà.
Le compositeur sélectionné dans la catégorie générale de chaque édition reçoit une commande conjointe Radio France / CIM pour une composition Alla Breve, interprétée par des musiciens de l'Orchestre Philharmonique de Radio France, enregistrée et diffusée par Radio France dans une émission spéciale intitulée Alla Breve.
La Radio suédoise et CIM commandent conjointement une œuvre au compositeur sélectionné dans la catégorie «  Moins de 30 ans  (Under 30) ». La personne sélectionnée est invitée en Suède pour un atelier d'introduction de 2 jours avec un ensemble local, où, ensuite, elle écrit une œuvre pour cet ensemble, qui est diffusée - en direct - par la radio suédoise.

## Liste des gagnants
La Tribune Internationale des Compositeurs comprend deux catégories principales :
- la catégorie générale (les noms des gagnants sont indiqués en gras)
- la catégorie des compositeurs de moins de 30 ans.

Habituellement, il y a un gagnant dans chaque catégorie, mais parfois il y a plus de gagnants.
2017 - Tenue à Palerme, Italie.
- Artur Zagajewski (1978, Pologne) Brut (2014) [3]
- Sebastian Hilli (1990, Finlande) Reachings (2014) [4]

2016 - Tenue à Wroclaw, Pologne.
- Oscar Bianchi (1975, Suisse) Partendo (2015) [5]
- Maria Kõrvits (1987, Estonie) Langedes ülespoole, taeva kaarjasse kaussi (2015)

2015 - Tenue à Tallinn, Estonie.
- Jan Erik Mikalsen (1979, Norvège) Songr for Orchestra (2014) [6]
- Matej Bonin (1986, Slovénie) Cancro pour orchestre symphonique (2015)

2014 - Tenue à Helsinki, Finlande.
- Yannis Kyriakides (1969, Chypre) : Words and Song without Words, pour violoncelle et électronique (2013)
- Andrzej Kwieciński (1984, Pologne) : Canzon de' Baci, ténor et orchestre (2013)

2013 - Tenue à Prague, République tchèque.
- Agata Zubel (1978, Pologne) : Not I, pour voix, ensemble de chambre et électronique (2010)
- Úlfur Hansson (1988, Islande) : So very strange, travail électroacoustique (2011)

2012 - Tenue à Stockholm, Suède.
- Pedro Ochoa (1968, Argentine) : Tierra Viva, pour piano et bande (2011)
- Peter Kerkelov (1984, Bulgarie) : Attempt at Screaming, ensemble (2011)

2011 - Tenue à Vienne, Autriche.
- Francesco Filidei (1973, Italie) : Macchina per scoppiare Pagliacci, pour double orchestre (2005)
- Juan Pablo Nicoletti (1983, Argentine) : Abismo al Abismo, œuvre électroacoustique (2011)

- Simon Steen-Andersen (1976, Danemark) : Ouvertures (Part 1), pour guzheng, sampler et orchestre (2008)
- Kristaps Pētersons (1982, Lettonie) : Twilight Chants, pour chœur mixte, contrebasse et verres (2009)

2009 - Tenue à Paris, France.
- Martijn Padding (1956, Pays-Bas) : First Harmonium Concerto pour harmonium, pour harmonium et orchestre (2008)
- Justė Janulytė (1982, Lituanie) : Aquarelle, pour chœur mixte (2007)

2008
- Misato Mochizuki (1969, Japon) : L'Heure Bleue, pour orchestre (2007)
- Florent Motsch (1980, France) : Mémoire du Vent, pour orchestre (2006)

2007
- Erin Gee (1974, USA) : Mouth Piece IX, pour voix et orchestre (2006)
- Ülo Krigul (1978, Estonie): Jenzeits, pour orchestre (2005)

2006
- Arnulf Herrmann (1968, Allemagne) : Terzenseele, pour ensemble (2005-06)
- Ēriks Ešenvalds (1977, Lettonie): Légende de la femme emmurée, pour chœur mixte (2005)

2005
- Mārtiņš Viļums (1974, Lettonie): Le temps scintille..., pour chœur mixte (2003)
- Luke Bedford (1978, Royaume-Uni) : Rode with darkness, pour grand orchestre (2003)

2004
- Helena Tulve (1972 Estonie): Sula (Dégel), pour orchestre (1999)
- Santa Ratniece (1977, Lettonie) : Sens nacre, pour ensemble (2004)
- Abigail Richardson (1976, Canada): Dissolve, pour harpe, piano, percussions (2002)

2003 (la 50e édition)
- Hanna Kulenty (1961, Pologne) : Trumpet Concerto, pour trompette et orchestre symphonique (2002)
- Johannes Maria Staud (1974, Autriche) : Polygon pour piano et orchestre (2002)

- Anders Hillborg (1954, Suède) : Dreaming River, pour orchestre (1999)
- Daniel Vacs (1972, Argentine) : Viento negro, pour violon (2002)

2001
- Uljas Pulkkis (1975, Finlande): Enchanted Garden, pour violon et orchestre (2000)
- Brian Current (1972, Canada) : For the time being, pour orchestre (1999)

2000
- Georg Friedrich Haas (1953, Autriche) :Violin Concerto, pour violon et orchestre (1998)
- Jüri Reinvere (1971, Estonie) : Loodekaar, pour ensemble de chambre (1998)

- Brett Dean (1961, Australie) : Ariel's Music, pour clarinette et orchestre (1995)
- Rolf Wallin (1957, Norvège) : Ground, pour violoncelle et orchestre à cordes (1997)
- Maja Ratkje (1973, Norvège) : Waves II B, pour orchestre de chambre (1997-78)

1998
- Pascal Dusapin (1955, France) : Watt, pour trombone et orchestre (1994)
- Tommi Kärkkäinen (1969, Finlande) : Seven miniatures, pour orchestre (1996)

1997
- Marc-André Dalbavie (1961, France) : Violin Concerto, pour violon et orchestre (1997)
- Thomas Heinisch (1968, Autriche) : Abglanz und Schweigen, pour ensemble de chambre (1996)

1996
- Pär Lindgren (1952, Suède) : Oaijé, pour orchestre (1993)
- Mari Vihmand (1967, Estonie) : Floreo, pour orchestre (1995-96)

1995
- Michio Kitazume (1948, Japon) : Ei-Sho, pour orchestre (1993)
- Paweł Mykietyn (1971, Pologne) : 3 for 13, pour orchestre de chambre (1994)

1994
- Eero Hämeenniemi (1951, Finlande) : Nattuvanar, pour ensemble de chambre (1993)
- Thomas Adès (1971, Royaume-Uni) : Living Toys, pour orchestre de chambre (1993)

1993
- Kimmo Hakola (1958, Finlande) : Capriole, pour basse et violoncelle (1991)
- Gisle Kverndokk (1967, Norvège) : Initiation, pour violon et orchestre (1992)

1992
- Esa-Pekka Salonen (1955, Finlande) : Floof, pour soprano et orchestre de chambre (1982)
- Jesper Koch (1967, Danemark) : Icebreaking, pour deux accordéon et percussion (1991)

- Thomas Demenga (1954, Suisse) : Solo per due, pour violoncelle et orchestre (1990)
- Chris Harman (1970, Canada) : Iridescence, pour 24 cordes (1990)

- Edith Canat de Chizy (1950, France) : Yell, pour orchestre (1985)
- Benoît Mernier (1964, Belgique) : Artifices, pour orgue (1989)

1989
- Daniel Börtz (1943, Suède) : Parodos, pour orchestre (1987)
- Jukka Koskinen (1965, Finlande): String Quartet, (1987)

- Jukka Tiensuu (1948, Finlande) : Tokko, pour chœur d'hommes et bande générée par ordinateur (1987)
- Srđan Dedić (1965, Croatie) : Snake Charmer, pour clarinette basse (1986)

- Roger Smalley (1943, Australie) : Piano Concerto, pour piano et orchestre (1985)
- Kimmo Hakola (1958, Finlande): String Quartet, (1986)

1986
- Magnus Lindberg (1958, Finlande) : Kraft, pour clarinette, violoncelle, piano, 2 percussions, orchestre et bande (1983–85)
- Luc Brewaeys (1959, Belgique) : E poi c' era, pour orchestre (1985)

1985
- Alejandro Iglesias Rossi (es) (1960, Argentine) : Ancestral Rites of a Forgotten Culture, mezzo et 6 percussions (1983)
- George Benjamin (1960, Royaume-Uni) : At first light, hautbois et orchestre (1982)

1984
- Eugeniusz Knapik (1951, Pologne) : String Quartet, (1980)
- Alessandro Solbiati (1956, Italie) : Di Luce, pour violon et orchestre (1982)

1983
- György Kurtág (1926, Hongrie) : Messages de feu demoiselle RV Troussova, soprano et orchestre de chambre (1976-1980)
- Detlev Müller-Siemens (1957, Allemagne) : Passacaglia, pour orchestre (1978)

1982
- Yoshihisa Taïra (1938, France) : Méditations, pour orchestre (1982)
- Magnus Lindberg (1958, Finlande) : ... de Tartuffe, je crois, pour quintette avec piano (1981)

1981
- Frederik van Rossum (1939, Belgique) : Réquisitoire, pour ensemble de cuivres et percussions (1973)
- Jouni Kaipainen (1956, Finlande) : Trois morceaux de l'aube, pour violoncelle et piano (1980–81)

1980
- Akira Nishimura (1953, Japon) : Ketiak, pour 6 percussions (1979)
- Aleksander Lason (1951, Pologne) : Symphony n° 1, pour cuivres, percussions, 2 pianos (1975)

1979
- Charles Chaynes (1925, France) : Pour un monde noir, 4 poèmes pour soprano et orchestre (1976)
- Younghi Pagh-Paan (1945, Corée du Sud) : Man-Nam, pour clarinette, violon, alto et violoncelle (1977)

1978
- Manfred Trojahn (1949, Allemagne) : String Quartet (1976)

1977
- Louis Andriessen (1932, Pays-Bas) : De Staat, pour 4 chanteuses solistes et 27 instruments (1972-1976)

1976
- Dimitar Tapkov (1929, Bulgarie) : Cantate pour la paix, pour soprano, choeur et orchestre (1975)
- Tomás Marco (1942, Espagne) : Autodafé, pour piano, orgue, trois groupes instrumentaux et violons en écho (1975)

1975
- Zsolt Durkó (1934, Hongrie) : Burial prayer oratorios pour ténor, baryton, choeur et orchestre (1967-1972)
- Boris Ulrich (Yougoslavie) : Sinfonia Vespro, (1974)

1974
- Hans Kox (1930, Pays-Bas) : L'Allegri, soprano et orchestre, (1967)
- Marek Stachowski (1936, Pologne) : Neuzis II, ensemble vocal, violoncelle, contrebasses et percussions (1968)
- Teizo Matsumura (1929, Japon) : Piano Concerto No 1, piano et orchestre (1973)
- Marlos Nobre (1939, Brésil) : Biosfera, orchestre à cordes, (1970)
- Ladislav Kubík (1946, Tchécoslovaquie) : Lament of the Warrior's Wife, pour soprano, alto, clarinette basse, piano, percussions et bande (1974)
- Salvatore Sciarrino (1947, Italie): Rondo, flûte et sextuor, (1972)

1973
- Henryk Górecki (1933, Pologne) : Ad Matrem, pour soprano, choeur et orchestre (1971)
- Giacomo Manzoni (1932, Italie) : Paroles de Beckett, 2 chœurs, 3 groupes d'instruments et bande (1971)
- Peter Schat (1935, Pays-Bas) : To You, mezzo-soprano et 21 instruments électriques (1972)

1972
- Sandor Balassa (1935, Hongrie) : Requiem for Lajos reserve, pour chœur et orchestre (1968-1969)

1971
- George Crumb (1929, USA) : Ancient Voices of Children, soprano et octuor (1970)
- Peter Ruzicka (1948, RFA) : Metastrophe, une tentative d'évasion pour 87 instrumentiste, orchestre (1971)

1970
- András Szőllősy (1921, Hongrie) : Concerto n° 3, pour seize cordes (1969)
- Roman Haubenstock-Ramati (1919, Pologne) : Symphony K, pour orchestre (1967)
- Steven Gellmann (1947, Canada) : Mythos II, pour flûte et quatuor à cordes (1968)

- György Ligeti (1923, Hongrie/Autriche) : Lontano, pour orchestre (1967)

1968
- Witold Lutosławski (1913, Pologne) : Symphony n° 2, pour orchestre (1966-7)
- Jan Kapr (1914, Tchécoslovaquie) : Exercises pour Gydli, pour soprano, flûte et harpe (1967)
- John Tavener (1944, Royaume-Uni) : The Whale, cantate dramatique (1966)

1967
- Luboš Fišer (1935, Tchécoslovaquie) : Fifteen Prints after Dürer’s Apocalypse, pour orchestre (1965)
- Franco Donatoni (1927, Italie) : Puppenspiel No, pour flûte et orchestre (1965)

- Tadeusz Baird (1928, Pologne) : Four Dialogues, pour hautbois et orchestre de chambre (1965)

1965
- Angelo Paccagnini (1930, Italie) : Wind in the Wind, pour mezzo-soprano et orchestre (1964)
- Tōru Takemitsu (1930, Japon) : Textures from the Arc, pour piano et orchestre (1964)

1964
- Angelo Paccagnini (1930, Italie) : Actuelles, pour soprano, chœur mixte et orchestre (1963-1964)
- Witold Lutosławski (1913, Pologne) : Three poems by Henri Michaux, pour choeur à 20 voix et orchestre (1963)

1963
- Niccolò Castiglioni (1932, Italie) : Decors, pour orchestre (1962)
- Tadeusz Baird (1928, Pologne) : Variations sans thème, pour orchestre (1962)
- Tōru Takemitsu (1930, Japon) : Kan Sho (Coral Island), pour soprano et orchestre (1962)

- Luigi Nono (1924, Italie) : España en el corazon, pour soprano, baryton, choeur et instruments, (1952)
- Niccolò Castiglioni (1932, Italie): Through the Looking Glass, un opéra radiophonique
- Akira Miyoshi (1933, Japon) : String Quartet No. 1 (1962)

1961
- Elliott Carter (1908, États-Unis) : String Quartet No. 2, (1959)
- Benjamin Britten (1913, Royaume-Uni) : A Midsummer Night's Dream, opéra (1960)
- Krzysztof Penderecki (1933, Pologne) : Threnody to the Victims of Hiroshima, pour orchestre à cordes (1959-1961)

- Humphrey Searle (1915, Royaume-Uni) : Diary of a Madman,, opéra (1958)
- Sven-Erik Bäck (1919, Suède) : The Twilight Crane (Tran Springs), un opéra radiophonique, (1956)

1959
- Witold Lutosławski (1913, Pologne) : Funeral Music, pour orchestre à cordes (1956-8)
- Tadeusz Baird (1928, Pologne) : Four Essays, pour orchestre (1958)

1958
- Niccolò Castiglioni (1932, Italie) : Symphony n° 1, pour soprano et orchestre (1956)

1957
- Ingvar Lidholm (1921, Suède) : Ritournelle, orchestre (1955)

1956
- Frank Martin (1890, Suisse) : Cembalo Concerto, pour clavecin et orchestre (1951–52)
- Hans Werner Henze (1926, Allemagne) : Symphony n° 3 (1949-1950)

1955
- Henri Dutilleux (1916, France) : Symphony n° 1, pour orchestre (1951)
- Luciano Berio (1925, Italie) Chamber Music,, pour voix, clarinette, violoncelle, harpe (1953)